# Tony Reno
Tony Peter Niemistö, znany jako Tony Reno (ur. 10 lutego 1963 w Danderyd) – szwedzki perkusista, były członek zespołu Europe, który występował w tej ekipie na dwóch pierwszych albumach (Europe i Wings of Tomorrow). Został wyrzucony z zespołu w roku 1984 podczas trasy koncertowej promującej album Wings of Tomorrow ponieważ pozostali członkowie grupy byli zniecierpliwieni jego nie najlepszymi występami na próbach i brakiem motywacji. Został zastąpiony przez Iana Hauglanda.
W roku 1986 Niemistö dołączył do grupy Geisha w zastępstwie Mikkeya Dee i zmienił swój artystyczny pseudonim na Tony Lace, ale ostatecznie wrócił do używania prawdziwego nazwiska. Zespół wydał album Phantasmagoria w roku 1987, a dwa lata później się rozpadł. Wokalista zespołu, Yenz Cheyenne, założył następnie grupę =Y=, do której dołączył Niemistö. Nagrali oni dwa albumy: =Y= i Rawchild.
Obecnie Niemistö mieszka w Upplands Väsby w Szwecji, gdzie pracuje dla firmy komputerowej.

## Dyskografia

### Europe
- Europe (1983)
- Wings of Tomorrow (1984)

### Geisha
- Phantasmagoria (1987)

### =Y=
- =Y= (1991)
- Rawchild (1992)